# Americanització
L'americanització és un procés d'assimilació cultural referit a la influència que la cultura dels Estats Units d'Amèrica exerceix en altres cultures del món, la qual cosa dona com a resultat un procés de substitució de la cultura nativa per la d'aquest país nord-americà. Sigui de manera voluntària o no, sempre té connotacions negatives.

## Els mitjans de comunicació social
L'expansió dels mitjans de comunicació massius dels Estats Units, com la televisió, el cinema i els artistes musicals, ha estat un dels principals components de l'anomenat procés d'americanització envers uns altres països. Els espectacles nord-americans són transmesos per canals estatals o per xarxes internacionals com ara HBO Asia, CNBC Europe, Fox Channel i CNN Internacional, sense fer esment de les produccions de Hollywood, que arriben a tot el món desplaçant les escasses produccions locals. Només la HBO transmet per a 200 països del món i moltes de les seves produccions són realitzades als EUA als canals nacionals de televisió. D'acord amb investigacions recents de la RadioTimes, programes com Els Simpson, Lost i Desperate Housewives són els programes de televisió més vistos al món segons enquestes realitzades a 20 països.
Les produccions de cinema nord-americanes són extremadament populars al planeta. Les 20 primeres pel·lícules més vistes en la història del cinema, són totes nord-americaneses o tenen influència d'aquell país, sigui pels seus productors, realitzadors o patrocinadors. Titanic és la pel·lícula més taquillera del món i la que té el rècord més alt de vendes a països com el Regne Unit, Alemanya, França i Espanya, entre molts altres, sense tenir en compte la inflació. Ajustant les inflacions, la pel·lícula més taquillera de tots els temps és Allò que el vent s'endugué. Una pel·lícula d'origen europeu o llatinoamericà, estranyament és exhibida fora de festivals de cinema, com ara Cannes.
Generalment es fan produccions com a part de convenis de lliure comerç entre els EUA i altres nacions que aporten quotes. Mèxic va abolir els seus impostos a taquilles després de signar el NAFTA amb els EUA. Recentment Corea del Sud va reduir els seus aranzels sota pressió nord-americana com a part d'un tractat de lliure comerç.

## Economia nord-americana i subsidiaris
Les deu multinacionals més importants del món tenen seu als Estats Units, entre elles Coca-Cola, que és la primera en el planeta i generalment vista com un símbol de l'americanització. Coca-Cola ha venut maquinàries en més de 200 països del món. De les 25 companyies més grans del planeta, 13 es troben als Estats Units i moltes d'elles són vistes com a comercialitzadores de productes americanitzats. La majoria de les companyies d'ordinadors i sistemes més grans del món es troben als Estats Units, com ara Microsoft, Apple Inc., Dell, IBM i Google. Molts dels software utilitzats en el món són creats per companyies amb seu als EUA. Les dues companyies més grans d'ordinadors personals, Dell i Hewlett Packard, que mantenen el 30% del mercat, tenen seu als EUA.

## Altres elements culturals
Altres elements culturals interpretats com a fenomen d'americanització en el món són els menjars ràpids representats per companyies alimentàries com McDonalds, Burger King, KFC, Domino's Pizza i molts altres que tenen relació amb els EUA i la seva cultura. El llenguatge present en expressions i paraules popularitzades a través de la música i de les pel·lícules és vist com un element d'americanització. Les maneres de vestir influenciades pels artistes nord-aemericans mundialment famosos aconsegueixen afectar les maneres de vestir de joves de diferents continents. La imitació dels espais urbans dins de la urbanística local de cada país repeteix moltes vegades els espais urbans de les ciutats nord-americanes (Disneylandia).
Per a molts observadors, l'americanització, com tot procés d'assimilació cultural, és una amenaça a la identitat cultural i aquesta recolza sobre la base de l'anomenat procés de globalització mundial. Per a d'altres, especialment de països en vies de desenvolupament, l'americanització és buscada de manera voluntària en tant que posen la cultura dels EUA com el prototip de l'occidentaltzació, si bé l'americanització no és l'única manifestació occidental vivent, i entesa aquesta com el model del que és modern, civilitzat i desenvolupat. Per la seva banda, el planeta pensat des de la perspectiva nord-americana reflecteix també una percepció conscient d'aquest fenomen, en tant que presenta la cultura d'aquest país com superior a les cultures contemporànies.